# Metschnikowia noctiluminum
Metschnikowia noctiluminum är en svampart som beskrevs av N.H. Nguyen, S.O. Suh, Erbil & M. Blackw. 2006. Metschnikowia noctiluminum ingår i släktet Metschnikowia och familjen Metschnikowiaceae.   Inga underarter finns listade i Catalogue of Life.